# 王储号铁甲舰
陛下之舰王储号是普鲁士海军暨北德意志联邦海军和德意志帝国海军麾下的一艘独级铁甲巡防舰，以时任储君的德意志皇帝腓特烈三世命名。舰只自1866年开始在伦敦的萨穆达兄弟船厂架设龙骨，1867年5月下水，至同年9月完工，成为第一艘投入当时新成立的北德意志联邦海军服役的大型铁甲舰。这也是继阿米尼乌斯号、阿达尔贝特亲王号和腓特烈·卡尔号之后，普鲁士海军订购的第四艘铁甲舰。它装备有十六门210毫米口径箍炮作为主炮；在运用生涯后期则增加了一些小型火炮。
1870年至1871年的普法战争期间，王储号发挥的作用有限。由于该舰连同阵中的另外两艘铁甲舰均遭遇发动机故障，阻碍了它们执行对抗法国封锁的任务。王储号仅参加了两次行动，但两次都未能形成交战。它在随后的帝国海军服役，包括一度用于地中海地区的外交任务，直至1901年被改装成一艘锅炉舱人员的训练船。第一次世界大战结束以前，王储号都担任此职能，并最终于1921年拆解报废。

## 发展及建造
随着19世纪上半叶轰击炮的发明和舰炮的进一步发展，旧式的风帆战列舰逐渐失去其作用。在那之前，它们很难被炮火击沉。然而随着新炮弹的应用，可能会使木制船体遭到严重破坏，因此有必要保护舰只免受现代弹丸的伤害。在克里米亚战争期间，高爆弹于锡诺普海战中对舰只的影响已显而易见，而法国人的铁质浮动炮台于金布恩海战中则起到了良好的保护作用。

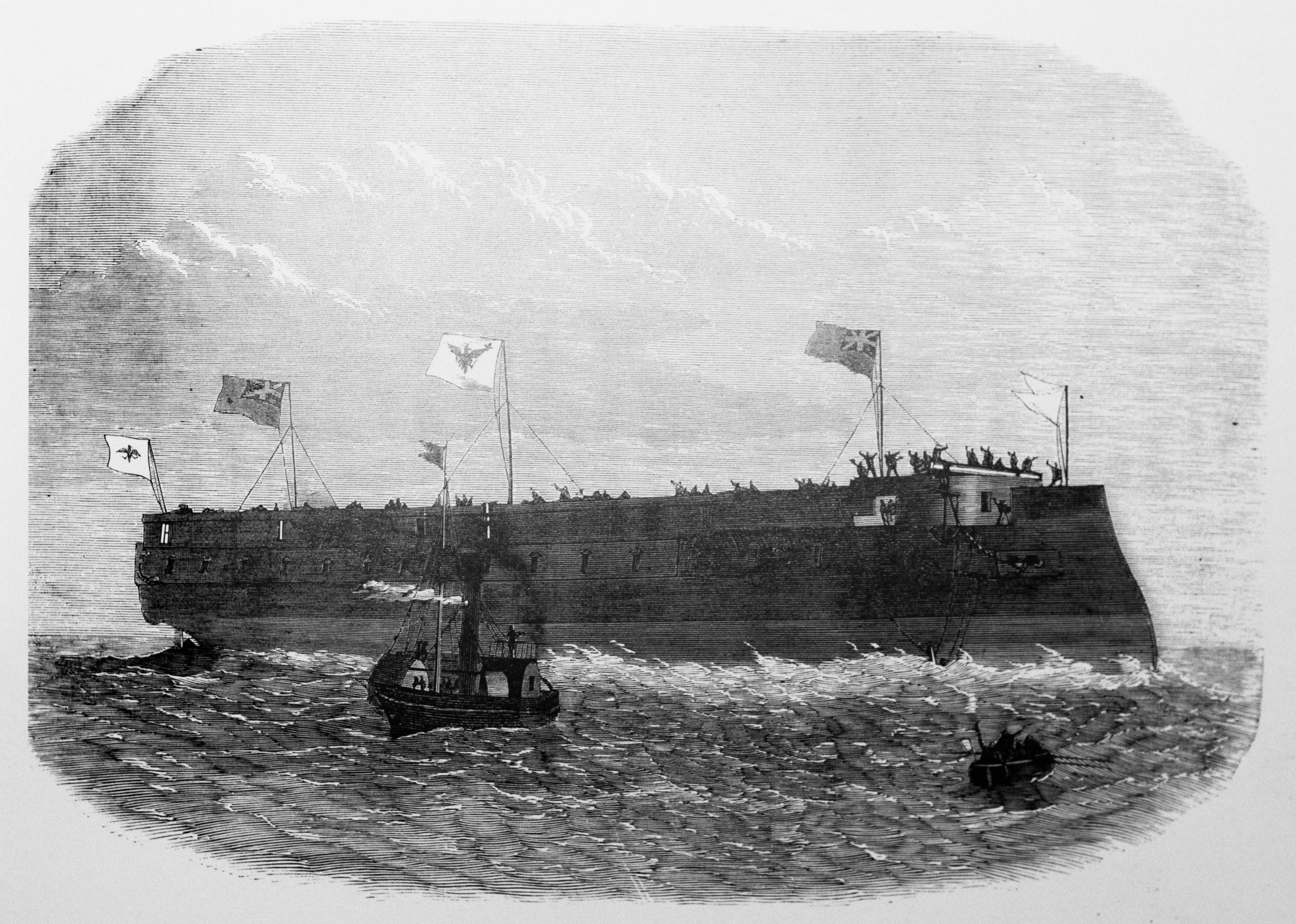
展示王储号下水的素描画

铁甲舰是当时的最新发展，远洋军舰的唯一选择是铁甲巡防舰，它以传统帆船为基础，在舷侧装有炮台。这类铁甲舰的建造始于1860年代初，分别为法国的光荣号和英国的勇士号；而随着铁甲舰在美国南北战争中首次应用，致使实力日渐壮大的普鲁士海军也提出要拥有自己的铁甲舰。为此，它们于1863年向伦敦的萨穆达兄弟船厂订购了浅水重炮舰阿米尼乌斯号，并于1865年交付。同年，普鲁士人还向法国购入了撞角舰|阿达尔贝特亲王号，但事实证明用处不大。舰队的进一步扩充是必要的，因为海军为数不多的既有舰只无法保卫普鲁士海岸。由于新兴的铁甲舰要优于较旧的无防护舰只，这也可能扭转波罗的海地区——尤其是与丹麦海军之间的竞争局势。甚至在与更高实力的舰队作战中，包括阿布雷希特·冯·罗恩在内的军方将领也期望铁甲舰能够抵御敌人登陆德国海岸，至少能暂时打破封锁。1865年，普鲁士政府就舰队计划提交至议会进行表决。其原本的设想是增加预算以购入更多的铁甲舰，但遭到否决。为此，海军只得绕过议会寻求国王支持，后者遂7月4日颁布法令通过预算案，其中包括750000塔勒用于建造铁甲舰。有了这些资金，海军部初步计划购买两艘铁甲巡防舰。它们倾向于在海外建造，因为本土造船厂似乎缺乏经验。于是在1866年1月9日，一艘刚刚开始在法国架设龙骨的铁甲舰即被购入，后来作为腓特烈·卡尔号服役。
第二艘舰，即后来的王储号，是普鲁士海军于1866年1月13日向伦敦狗岛的萨穆达兄弟船厂所订购。它是根据英国船舶工程师爱德华·詹姆斯·里德的方案、以防卫级和赫克托耳级为蓝本，设计为船腰炮房舰样式。尽管这与法国建造的腓特烈·卡尔号的方案十分相似，并且它们在当时的媒体中也被视为姊妹舰，但事实上两艘舰都是独级舰。萨穆达兄弟船厂于1866年2月1日为新舰架设龙骨，至1867年5月6日下水。在下水仪式上，由时任普鲁士驻英公使阿布雷希特·冯·贝恩斯托尔夫发表演说，并由其夫人主持为舰只命名。 早在1867年1月10日，普鲁士当局便已确定以腓特烈·威廉王储的头衔作为该舰的名称。下水仅三个月后，造船厂即于8月6日开始进行试航，普鲁士海军部的官员也有出席。同年9月19日，王储号从船厂移交，并正式入役，成为德国海军的第一艘大型铁甲舰。

## 技术装备

### 整体特征及推进装置
王储号的水线长度和全长分别为88.20米和89.44米，舷宽为15.20米，有7.85米的前吃水和7.45米的后吃水。其设计排水量为5767吨、满载排水量则达6760吨。它的船体是由横向和纵向的铁框架构成，共划分为九个水密舱室和一个占舰只长度比重为43%的双层船底。船体形状在后部饱满而圆润，其中螺旋桨和方向舵是通过舰艉宽敞的上部结构得到保护；艏柱以全高度向外弯曲，其曲率开始明显高于同时代的铁甲舰。普鲁士海军认为王储号是一艘出色的海船；其应舵灵敏，但转弯半径较大。操舵是以平衡舵控制，而这种设计直至1863年才被英国皇家海军引入。它的标准船员编制为33名军官及508名水兵。王储号还搭载有一些小型舰载艇，包括1艘转运船、2艘机动艇、1艘大舢板、2艘短桅帆船、2艘高低桅帆船以及1艘小划艇。
王储号由格林尼治约翰·佩恩及子生产的单台卧式两缸单胀蒸汽机提供动力，用以驱动一副直径为6.5米的双叶螺旋桨。八台燃煤火管锅炉各设四个炉膛，总加热面积为1688平方米。它们被分入两个锅炉舱、每个锅炉舱都拥有独立的烟囱。锅炉以以2標準大氣壓（200千帕斯卡）的压力向发动机输送蒸汽。推进装置设计的额定功率为4,500匹公制馬力（4,400匹指示馬力），最高速度为13.5節（25.0每小時）。但在实际试验中，王储号均超过了这两项指标，达到4,870匹公制馬力（4,800匹指示馬力）和14.7節（27.2每小時）。在1883－1891年间，威廉港帝国船厂为舰只更新了锅炉装置。在不改变推进系统和其它性能的前提下，总加热面积增加至1778平方米。王储号可贮存646吨燃煤，能够以10節（19每小時）的速度续航3,200海里（5,900）或以14節（26每小時）续航1,730海里（3,200）。
作为三桅帆船，王储号在竣工时还配备有总表面积为1980平方米的全帆船具作为蒸汽动力的补充。其桅杆为空心铁杆，并可同时用作舰只内部的通风器；下桁则由钢板制成。但在服役过程中，桅杆进行了缩短，帆具总面积减少为1409平方米。舰只的两具烟囱为可伸缩式，以免妨碍风帆航行。
舰只于1880年代初增配了电气装置，其中包括三台输出功率为30千瓦的发电机，它们是以65伏特的电压运行。

### 武器及装甲
竣工时，王储号装备有三十二门72磅膛线炮作为主炮。交付德国后，它们被替换为克虏伯生产的两门210毫米22倍径箍炮和十四门210毫米19倍径箍炮。其中22倍径炮可降低至-5°俯角和提升至13°仰角，射程为5900米；短管的19倍径炮有更大的高程范围，从-8°至14.5°，但其的炮口初速较低，射程也相应地缩短为5200米。两种火炮均使用相同的炮弹，共计可提供1656发弹药。十四门19倍径炮安装在舰舯的一个中央炮台内，每边舷侧各设七门。22倍径炮则是作为追击炮而布置在艏、艉两端。
在运用生涯的后期，王储号还安装了六挺37毫米机炮，以及五具直径为350毫米的鱼雷发射管：其中两具置于舰艏、两具置于每边舷侧、一具置于舰艉左舷。它们均被安装在水线之上，合共配备12枚鱼雷。另一种武器是舰艏的撞角，这在当时的铁甲舰中十分流行。王储号的样式是被一层钢板蒙皮所覆盖，并以艏斜桅作支撑。因此，其撞角不如同期建造的腓特烈·卡尔号明显。
舰只配备有锻铁装甲，这是由约翰·布朗设在谢菲尔德的阿特拉斯炼铁厂所生产，并背衬以厚柚木。其水线装甲带的铁组件高度从水线下方约1.83米处直至主甲板，厚度从舰艉的76毫米到舰舯的124毫米和舰艏的114毫米不等。整条装甲带都以254毫米厚的柚木作衬垫。装甲带上方是一层长度为36.88米的铁质列板，厚度从114毫米到121毫米不等，再垫以254毫米的柚木，用于保护舷炮台。炮台顶部为9毫米厚的铁板，目的是挡开从舰只一侧掠过的炮弹或爆炸碎片。司令塔也受到装甲保护；其侧边是50毫米厚的斜板，顶部则有30毫米厚。从1885年至1897年间，王储号还配备了鱼雷防护网，旨在保护舰只在驻泊时免受鱼雷的袭击。

## 服役历史

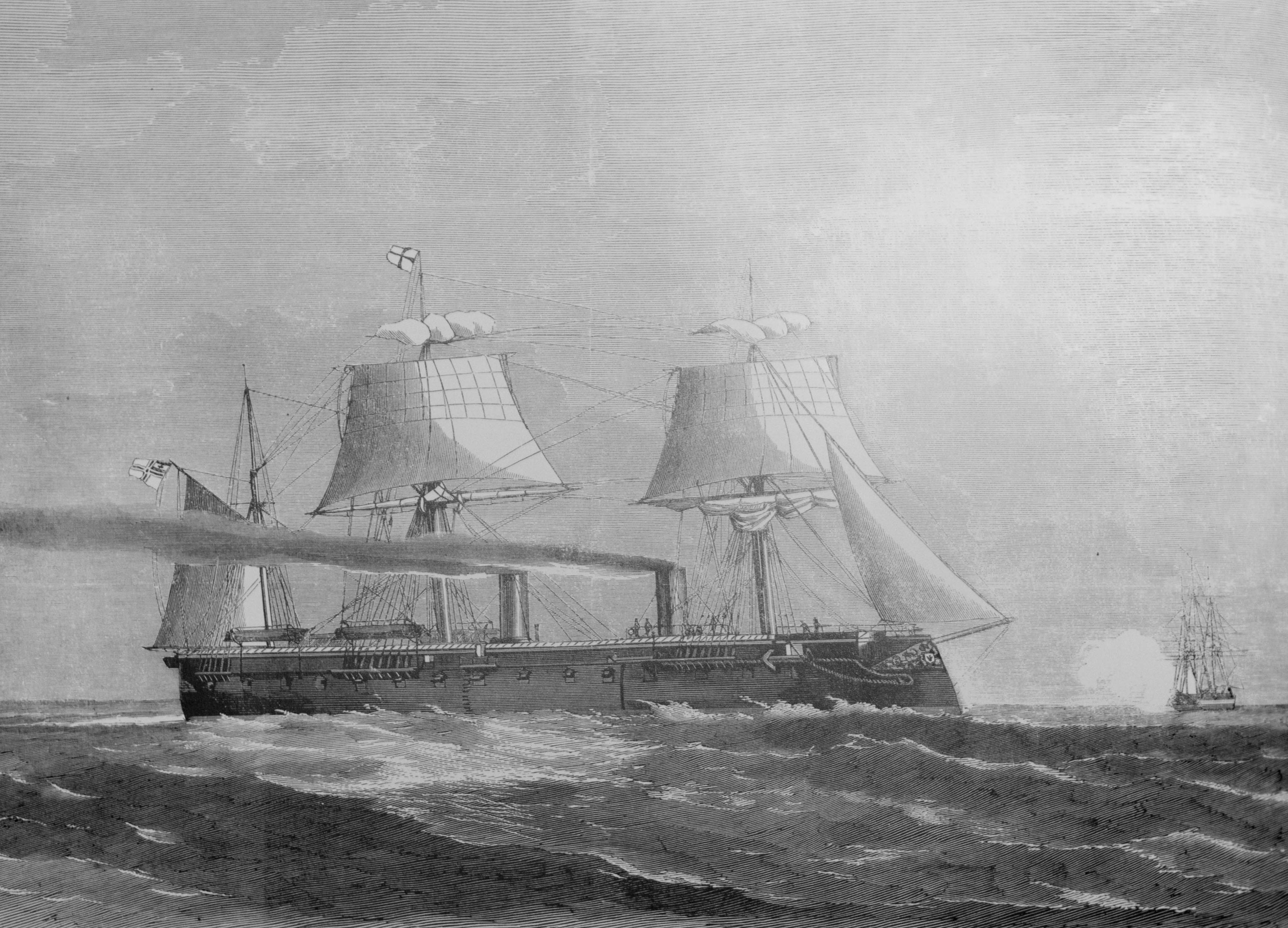
王储号石版画（1868年）

王储号交付后，其船员是分别搭乘护卫舰赫塔号和美杜莎号至朴茨茅斯后才经陆路稍晚抵达伦敦。舰只于1867年10月24日离开船厂前往基尔，并于四天后抵达。期间它在一场风暴中失去了主桅杆，因此当10月28日抵达基尔后，舰只立即进入船坞进行整修；除桅杆得到修复外，舰载武器也从原始配置中改变了。王储号后续的调校和舾装工作一直持续至1869年春——与腓特烈·卡尔号一样，由于新普鲁士的火炮和炮架问题，舰只的完工被大大延误了。舰载武器原本是选用克赖纳（Kreiner）式炮闩，但在1867－1868年间的一系列测试中被证明容易失效。为此，它们被替换成克虏伯炮，使王储号的重新入役被推迟到1869年5月11日。 

### 北德意志邦联海军时期
入役后，王储号自1869年8月起即被编入海军中将爱德华多·冯·雅赫曼麾下的铁甲训练分舰队（即公海舰队的雏形），其阵中还包括有旗舰威廉国王号、腓特烈·卡尔号，以及通报舰普鲁士之鹰号。8月8日，王储号开赴英国，在当地的船坞内对舰底的生物附着进行清除。8月30日，它在基尔再次与分舰队集结，并连同巡防舰尼俄伯号巡防舰、训练舰赫拉号和穆斯奎托号、通报舰蟋蟀号、以及炮舰独眼巨人号和蝎子号一起，在波罗的海参加了由普鲁士亲王阿达尔贝特指挥的训练演习，直至9月2日。分舰队于9月10日解散，王储号也随之于9月25日停用。
王储号的下一个活动期于1870年4月30日开启，以筹备跟随分舰队出访英国。然而在前往英国的途中，尽管有丹麦籍领航员跟舰，腓特烈·卡尔号还是于5月17日在大带海峡的朗厄蘭島附近擱淺。该舰能够利用小锚自行松脱，但因螺旋桨严重受损而无法操控，必须由王储号和独眼巨人号共同拖曳回基尔。由于德国不具备相应的维修能力，王储号只得亲自再将该舰拖至普利茅斯，并于6月2日抵达。当腓特烈·卡尔号进入船坞期间，王储号继续前往普利茅斯，以接收此前已收购的原英国风帆战列舰声望号。6月19日，威廉国王号、阿达尔贝特亲王号和尚未完全修复的腓特烈·卡尔号也来到港口，与三天前抵达的炮舰海豚号会合。声望号和海豚号于6月22日启程返回基尔。由铁甲舰构成的训练分舰队则于7月1日正式组建，它们最初留在普利茅斯，因为威廉国王号在穿越北海的航行中遭遇了机械故障，不得不进行维修。分舰队于7月10日离开普利茅斯，向大西洋进发。与此同时，由于在霍亨索伦候选人争夺空缺的西班牙王位一事上，普鲁士与法国的紧张关系此刻已达到危机点，即将与法国开战的传言也愈演愈烈。为此，阿达尔贝特亲王号被分遣至达特茅斯，以便随时从德国驻英大使馆了解事态发展。分舰队从英吉利海峡的西口折返，并于13日重新接上阿达尔贝特亲王号。后者带来了普鲁士政府关于战争的正式警告，分舰队遂迅速返回本土，并于7月16日抵达威廉港。在穿越北海的过程中，由于阿达尔贝特亲王号无法跟上部队的航速，需要由王储号拖曳行进。

### 普法战争

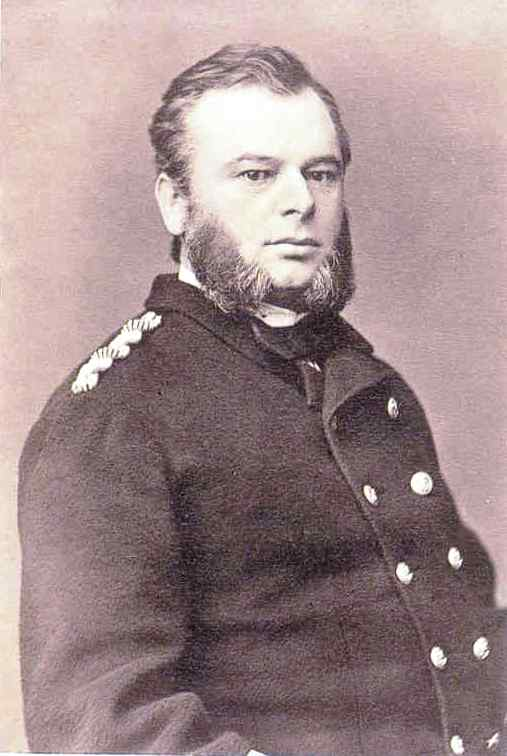
在普法战争期间担任普方铁甲分舰队司令的中将

1870年7月16日，即训练分舰队返抵德国的三天后，法国便藉以埃姆斯密电向普鲁士宣战、并引发普法战争。规模上远逊于对手的普鲁士海军对法国海军实施的海上封锁采取防御姿态，既有军舰被分别部署至北海和波罗的海的不同地点。王储号、腓特烈·卡尔号和威廉国王号驻扎在外亚德，但其中只有王储号可以完全投入战斗。尽管法国海军优势巨大，但法国人在战前没有制定充分的计划来攻击普鲁士的海军设施，并且得出结论认为只有在丹麦的帮助下才有可能奏效，而丹麦的援助几乎是不可能的。
8月5日，在收到有两艘法国铁甲舰在北海沿丹麦航线航行的错误情报后，雅赫曼遂率其铁甲分舰队出击出击直抵利姆海峽，但并未遇到任何敌舰。几天后，法国地中海舰队在海军中将马丁·富里雄的指挥下出现在德意志湾。富里雄的编队由八艘铁甲舰、四艘无装甲护卫舰和若干通报舰组成，它们在德国沿岸游弋，并于8月12日正式宣布封锁。应在当日出击的德国军舰并未按计划实施，因为它们的舰长——路德维希·冯·亨克（威廉国王号）、古斯塔夫·克拉特（腓特烈·卡尔号）和赖因霍尔德·冯·维尔纳（王储号），均反对雅赫曼进攻实力占优的法国部队。结果，只得由维尔纳率王储号多次出动，独力执行反封锁任务，但没有发生任何重大冲突。9月11日，铁甲分舰队又向黑尔戈兰岛出击，但同样未能找到法国舰只。这是由于德国人没有留意到对方已于前一天结束了封锁，并撤回至瑟堡。尽管如此，德国舰只仍然在外亚德待命。
12月中旬，王储号被转移至威廉港，在旱坞进行地板清洁和机件维修。这项工作于1871年1月中完成。在维尔纳的建议下，王储号受命攻击瑟堡。该舰的任务应是摧毁当地的船闸、以撞角击沉驻泊在港口的舰只并炮击岸防工事。行动日期拟定为2月3日。然而，停战的消息也在那一天传达至威廉港，针对瑟堡的行动就此取消。王储号在战争期间的最后一项任务是1871年3月27日，当时它在格吕克施塔特附近负责监督押运总共约20000名法国战俘。在此期间，随着德意志帝国的建立，德意志帝国海军也在德意志皇帝威廉一世的授命下诞生。

### 帝国海军时期
在1870年代，训练分舰队通常仅于夏季服役，至冬季则转入预备役，仅余一至两艘铁甲舰维持在役，但也都会精简船员编制以用作警备船。1871年4月30日，王储号离开原驻泊地威廉港，前往基尔。从那里，舰只继续驶向但泽，将风帆巡防舰忒提斯号拖曳回基尔。类似的行动也发生同年6月，当时王储号与独眼巨人号和普鲁士之鹰号合力，将一个浮船坞从斯维内明德拖至基尔。8月23日，舰只暂时停用。
将近四个月后，即1871年12月19日，王储号重新入役。它本应与护卫舰伊丽莎白号、菲内塔号、瞪羚号和奥古斯塔号，炮舰信天翁号和彗星号，以及雅赫曼将军的旗舰腓特烈·卡尔号一同奔赴巴西，以期对巴西政府施加外交压力。这是由于巴西拒绝释放于1871年10月在里约热内卢参与斗殴的德舰宁芙号水兵。但随着巴西满足德国人的要求后，德国政府放弃了这项行动。王储号遂于1872年1月22日停用。为了使舰只在有需求时可迅速投入使用，王储号仍然保留了小部分固定船员，但他们并非驻扎在舰上，而是在陆地宿营。这种需求发生在1873年11月，当时德国军舰被派遣至西班牙沿岸。王储号将驰援当地的部署，因此需要为重新运行作准备。但最终此项任务没有使用铁甲舰。
王储号的下一个役期自1874年5月19日开始。它于这年担任训练分舰队司令、海军少将路德维希·冯·亨克的旗舰，阵中的僚舰还包括有阿里阿德涅号、腓特烈·卡尔号和信天翁号。这些舰只最初是单独训练，自6月6日起又进行部队训练。6月28日，分舰队启程前往大西洋，以测试这些舰只的远洋能力。期间它们还代表腓特烈·威廉皇储夫妇造访了怀特岛。由于一名德国战地记者在巴斯克地区被枪杀，根据宰相奥托·冯·俾斯麦的意愿，分舰队应立即驶向巴斯克沿岸并展示德国国旗。然而，时任帝国海军部部长的阿尔布雷希特·冯·施托施却命令该部队返回本土，并于7月29日抵达基尔。只有信天翁号被派往西班牙，其在分舰队中的位置则由蟋蟀号所取代。8月，分舰队在波罗的海展开训练巡航，然后解散，王储也随即于10月13日在威廉港停用。

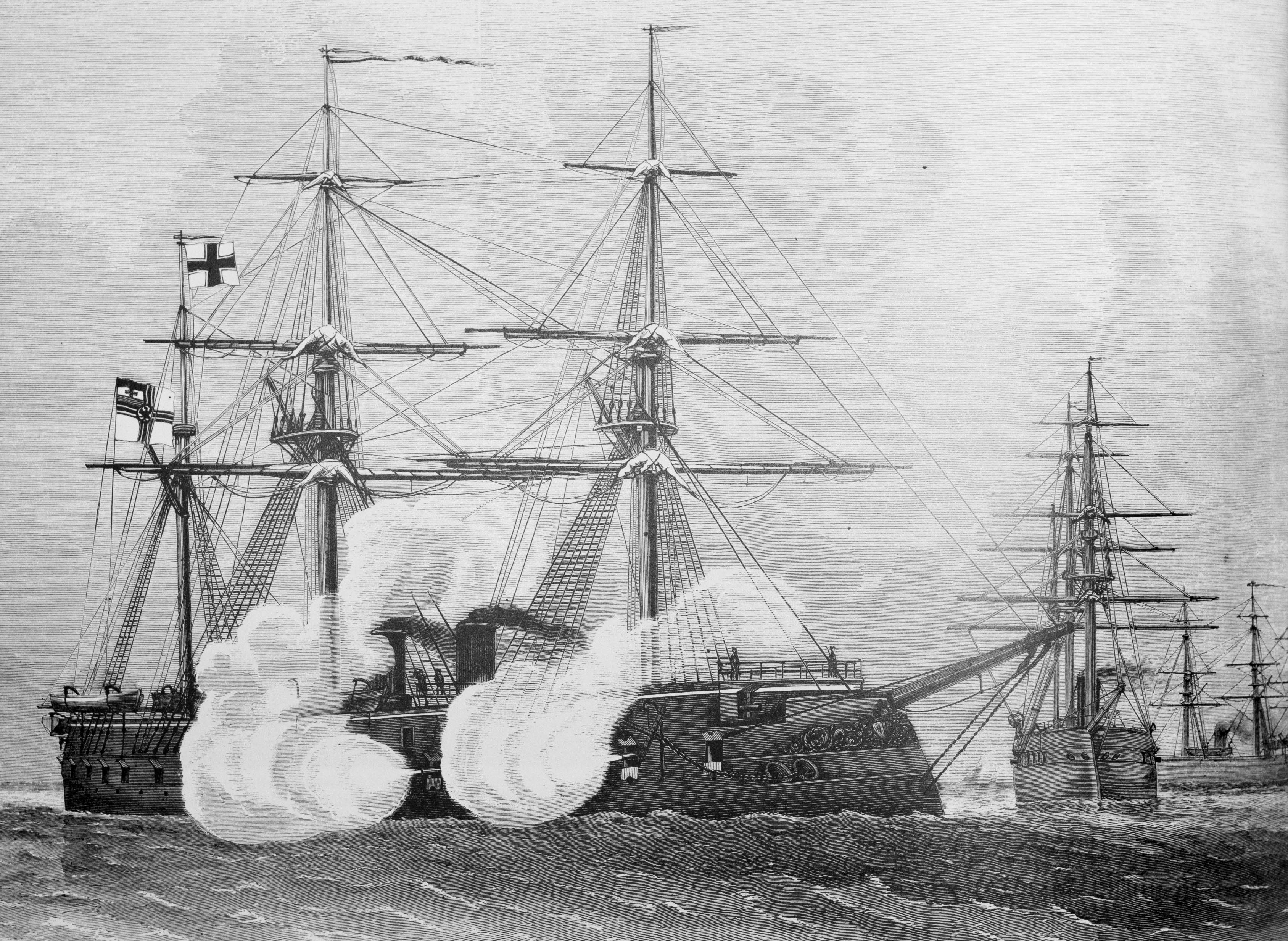
王储号与腓特烈·卡尔号及阿里阿德涅号在但泽湾进行训练演习

1875年，王储号再次成为训练分舰队的一员，但旗舰一职则由威廉国王号接任。训练自6月3日起开始在波罗的海西部展开，其后又移师至但泽湾进行。在斯维内明德，王储号的舰长、海军上校保罗·格拉波（Paul Grapow）于7月25日因心脏病发而身故。分舰队于8月返回基尔，并与其它舰艇一同接受了德皇威廉一世的检阅。至10月15日，王储号的任期结束。
1876年的运用自5月1日开启，王储号同样被编入训练分舰队服役。继4月爆发起义和5月6日德、法领事在萨洛尼卡遇刺身亡后，奥斯曼帝国的动荡局势促使德国与其于5月15日签署《柏林备忘录》，就维护奥斯曼帝国的领土完整达成协议，俄国、奥匈帝国、法国和意大利也加入了这一协定。为此，俾斯麦要求将铁甲分舰队派往地中海。5月22日，在海军少将卡尔·费迪南德·巴奇的率领下，王储号连同腓特烈·卡尔号、皇帝号、德国号以及通报舰波美拉尼亚号一起从威廉港出发。在行经普利茅斯、直布罗陀和瓦莱塔之后，这些舰只于6月25日抵达萨洛尼卡，《柏林备忘录》的所有签署国以及英国部队的舰只都在那里集结。暴力威胁平息后，两艘皇帝级铁甲舰于8月23日启程返回本土；而王储号和腓特烈·卡尔号则继续留在地中海，直至12月20日才展开归国之旅。期间于1877年1月30日傍晚，王储号在德意志湾遭遇了一场大型风暴。在北海的巨浪中，该舰不断纵摇，导致大量海水涌入舱内，并失去了一艘舰载短桅帆船和吊臂。1月31日，王储号抵达威廉港，在当地维修直至1877年秋。
王储号一直在等待1878年重返入役，但随着全新的铁甲舰大选帝侯号于5月31日与威廉国王号的一次意外碰撞而沉没后，当年的全部演习日程均被取消。当训练分舰队于翌年5月重新组建后，王储号才得以恢复服役。它于1881年和1882年夏天也有运用，同样是作为训练分舰队的成员，而这些演习均未发生任何特别事件。在1883年的训练期间，新任海军部部长、海军中将列奧·馮·卡普里維首次检阅了分舰队。此外，王储号也是首次搭载鱼雷进行训练。演习结束后，该舰于1883年9月27日被转移至预备役。
1887年6月，王储号参加了连接波罗的海和北海的威廉皇帝运河的开凿仪式。1891年10月1日，王储号最后一次作为现役军舰运用。不同于往年的做法，训练分舰队于当年秋季并未解散，而是在冬季继续服役。它们在冬季展开了前往苏格兰和挪威的训练巡航。在1892年8月和9月的演习中，帝国海军采用了由阿尔弗雷德·冯·提尔皮茨开发的新舰队战术，共有19艘舰只和28艘鱼雷艇参与其中。王储号一直维持在役状态至1892年10月4日，继而在威廉港最后一次退役。

### 后续运用

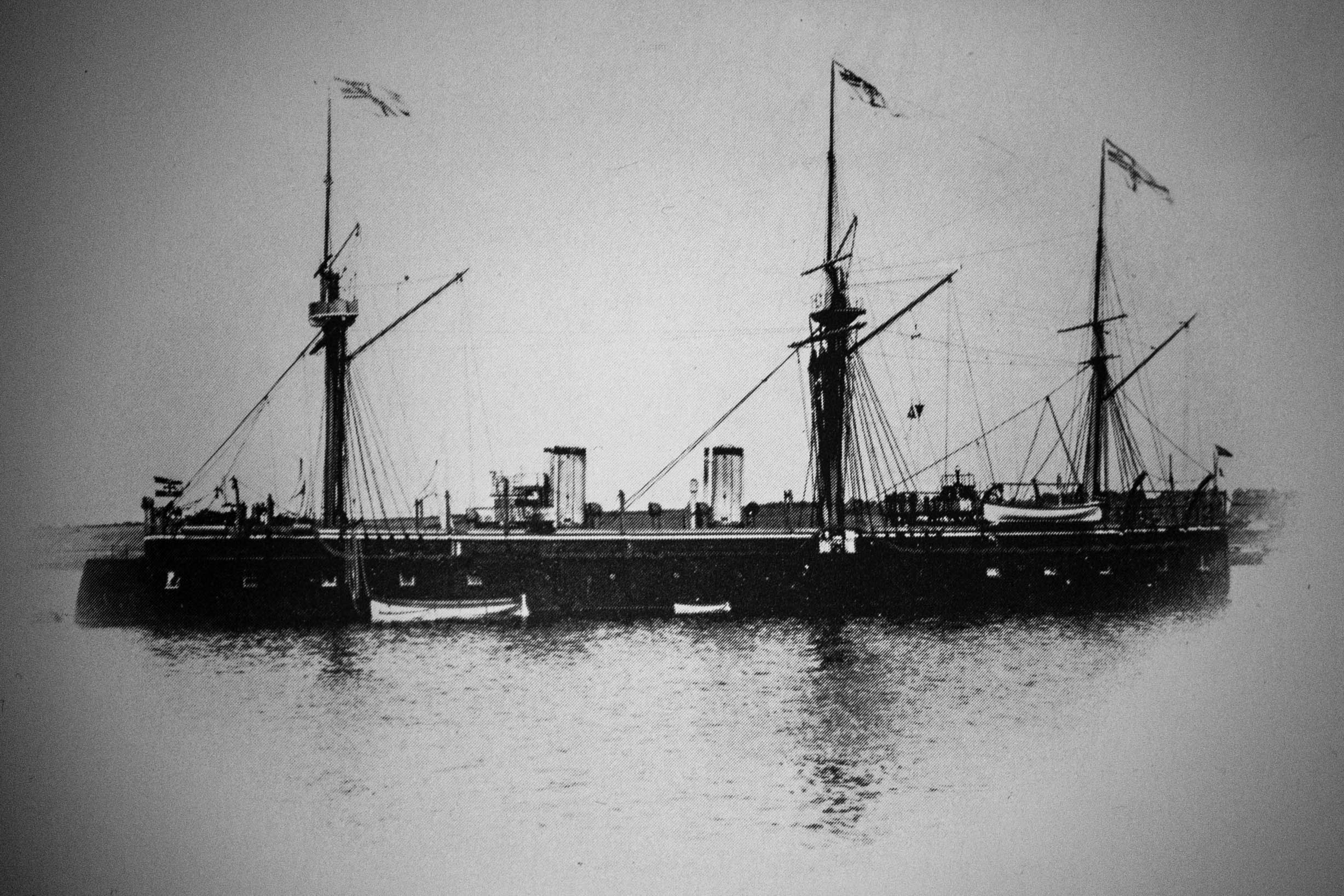
1870年代的王储号

根据德皇威廉二世的命令，王储号应于1894年与腓特烈·卡尔号一同售予日耳曼尼亚船厂，并由后者进行现代化改造，然后再转售至中国。所得收益将用于建造巡洋舰。然而，必要的审批程序在帝国议会却难以得到通过，因为时值中日甲午战争期间，并不适宜向交战国提供军备。另一方面，随着克虏伯渗碳装甲以及更现代化的火炮和推进装置的发展，两艘舰已显完全过时。即便进行现代化改造、即便对于东亚而言，它们仍然太慢。因此，该项目未获得批准。
在接下来的几年中，王储号都未能得到运用，继而于1901年8月22日正式从海军序列中除籍。随后，舰只的推进装置进行了彻底检修，并拆除了八台佩恩锅炉；其原有位置上则安装了两台迪尔和两台桑尼克罗夫特锅炉。经过相应的改装后，该舰自1902年8月1日开始在基尔担任供机械工及锅炉工训练使用的废船。1921年10月3日，波恩的一家公司最终以5000000纸马克的价格购入王储号，随后移送至伦茨堡拆解报废。

## 脚注
注释
1. ↑  SMS表示, 即“陛下之舰”。

引用
1. ↑  Breyer，第29頁.
2. ↑  Breyer，第31頁.
3. ↑  Kroschel & Evers，第8頁.
4. ↑  Hildebrand & Röhr & Steinmetz 1，第261頁.
5. ↑  Gröner & Jung & Maass，第24頁.
6. 1 2  Illustrirte Zeitung 1248，第369頁.
7. ↑  Schulze-Wegener，第27頁.
8. ↑  Hildebrand & Röhr & Steinmetz 1，第55頁.
9. ↑  Dodson，第17頁.
10. ↑  Hildebrand & Röhr & Steinmetz 3，第105頁.
11. 1 2 3 4  Gardiner，第243頁.
12. ↑  Dodson，第17–18頁.
13. 1 2 3 4 5 6  Hildebrand & Röhr & Steinmetz 5，第164頁.
14. 1 2  Illustrirte Zeitung 1290，第198頁.
15. 1 2 3  Gröner & Jung & Maass，第25頁.
16. 1 2 3 4 5 6 7  Gröner，第3頁.
17. 1 2 3 4 5 6 7 8  Gröner & Jung & Maass，第26頁.
18. 1 2 3  Kronenfels，第80–82頁.
19. ↑  White，第630頁.
20. 1 2 3 4 5 6  Hildebrand & Röhr & Steinmetz 5，第166頁.
21. 1 2  Dodson，第18頁.
22. ↑  Pollock，第421頁.
23. ↑  Hildebrand & Röhr & Steinmetz 5，第114頁.
24. ↑  Hildebrand & Röhr & Steinmetz 3，第106頁.
25. ↑  Hildebrand & Röhr & Steinmetz 2，第222頁.
26. ↑  Hildebrand & Röhr & Steinmetz 5，第115頁.
27. ↑  Hildebrand & Röhr & Steinmetz 5，第116頁.
28. ↑  Dodson，第21頁.
29. 1 2  Wilson，第273頁.
30. 1 2  Sondhaus，第101頁.
31. ↑  Hildebrand & Röhr & Steinmetz 5，第117頁.
32. 1 2  Hildebrand & Röhr & Steinmetz 5，第120頁.
33. ↑  Hildebrand & Röhr & Steinmetz 5，第134頁.
34. ↑  Sondhaus，第102頁.
35. ↑  Hildebrand & Röhr & Steinmetz 5，第121頁.
36. ↑  Dodson，第22頁.
37. 1 2 3 4 5 6 7 8  Hildebrand & Röhr & Steinmetz 5，第165頁.
38. ↑  Kroschel & Evers，第9頁.
39. 1 2 3  Hildebrand & Röhr & Steinmetz 5，第163頁.
40. ↑  Hildebrand & Röhr & Steinmetz 3，第107頁.
41. 1 2  Hildebrand & Röhr & Steinmetz 5，第125頁.
42. ↑  Dodson，第25頁.
43. 1 2  Hildebrand & Röhr & Steinmetz 4，第233頁.
44. ↑  Illustrirte Zeitung 1877.
45. ↑  Dodson，第26–27, 30頁.
46. ↑  Gottschall，第98頁.
47. ↑  Dodson，第32頁.
48. ↑  Hildebrand & Röhr & Steinmetz 2，第22頁.